# Louise Redknapp

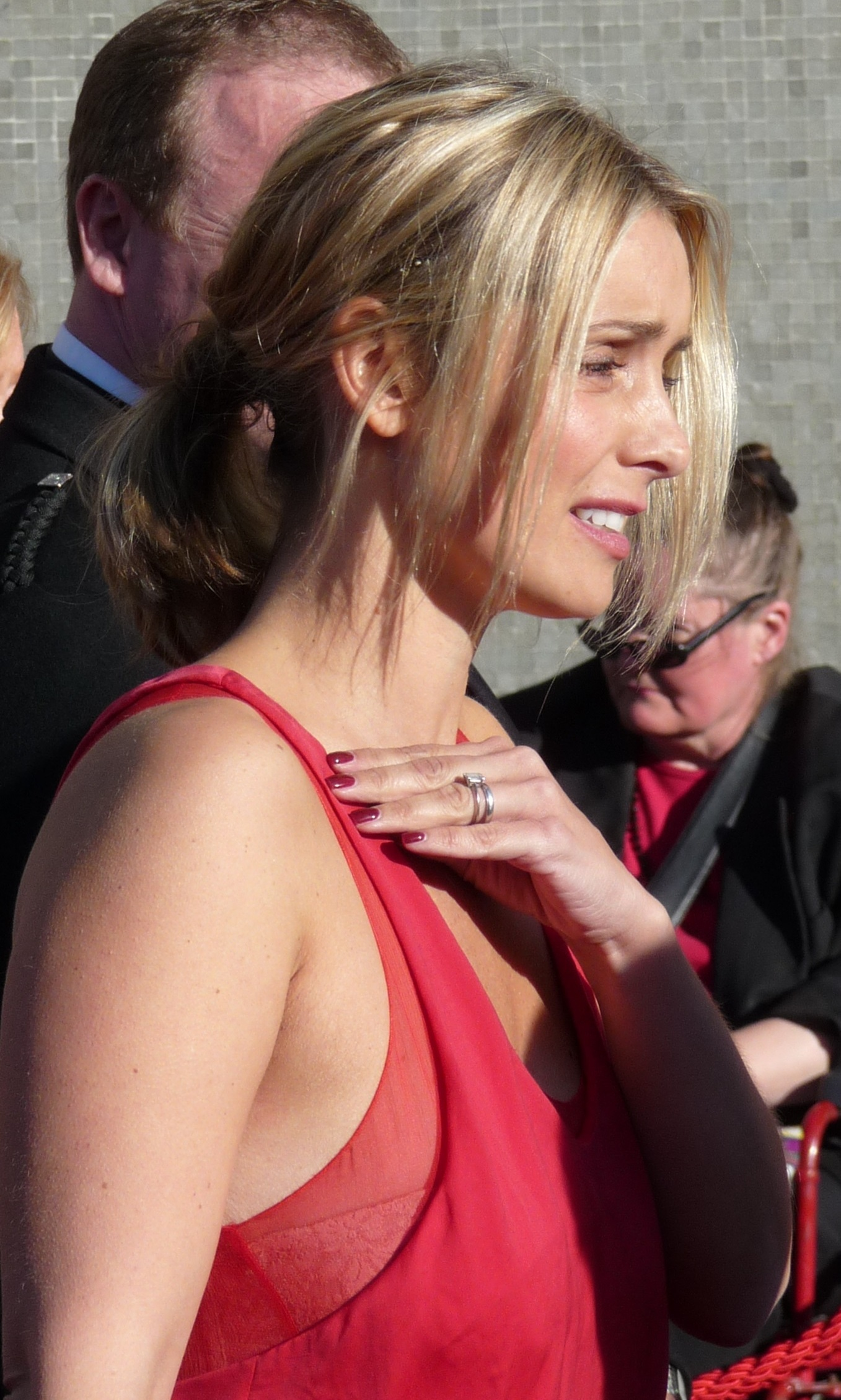
Louise Redknapp

Louise Redknapp-Nurding (Londen, 4 november 1974) is een Engelse zangeres. In de jaren 90 maakte ze deel uit van de Britse r&b-groep Eternal, maar ze ging na een paar jaar solo verder.

## Biografie
Nurding groeide op in haar geboorteplaats Londen. Ze had een onbezorgde jeugd. Als tiener ging ze naar de Italia Conti-academie, waar ze Kéllé Bryan ontmoette, met wie ze bevriend werd. In 1992 werden de meiden gevraagd om lid te worden van een nieuwe Engelse meidengroep: Eternal. Nurding en Bryan stemden in, aangezien zingen en dansen hun passies waren. Producers stelde de meisjes voor aan de christelijke zusjes Easther en Vernie Bennett, die het zingen hadden geleerd in een kerkkoor. Het kwartet werd onder de hoede genomen bij platenlabel EMI Music en Eternal nam vervolgens hun eerste album Always & Forever op, dat in november 1993 verscheen. Hun eerste single was Stay en behaalde de 4e plaats van de Britse Top 40. Het album behaalde de status van dubbel platina en was het eerste album van een Engelse meidengroep in de geschiedenis, waarvan zo'n 1 miljoen exemplaren werden verkocht. De daaropvolgende singles Save Our Love, Just A Step From Heaven, Oh Baby I.. en Crazy resulteerden allemaal in top 20-hits in de Britse hitlijsten, iets wat uniek was op dat moment. Ook buiten hun thuisland ging het de meiden voor de wind.

## Solocarrière
Toch was Nurding niet gelukkig in de band. Ze had voortdurend heimwee en miste vrienden en familie enorm wanneer Eternal op tournee was. Daarnaast had ze als zangeres sterk het gevoel dat ze zich niet goed genoeg kon ontwikkelen in de band. Easther Bennett was degene die telkens alle solozangpartijen van de Eternal-tracks voor haar rekening mocht nemen. Daardoor moesten Vernie Bennett, Bryan en Nurding het telkens doen met kleine solo-partijen en achtergrondzang. In juni 1995 liet Nurding Eternal voor wat het was. Er gingen geruchten dat ze door het label van de band aan de kant werd gezet om de kansen op een doorbraak in Amerika (waar de groep kritiek kreeg omdat er één blank lid aanwezig was (Nurding), te vergroten. Het management van de band ontkende echter dat dit het geval was. Het toeval wil dat Robbie Williams in diezelfde periode boyband Take That verliet.
In de herfst van 1995 tekende Nurding een solocontract bij EMI Music. Haar eerste single, een ballad genaamd Light Of My Life, verscheen in oktober. Critici zagen het als een goede keus om Nurding met een nummer als dit als solo zangeres te lanceren. Het publiek had verwacht dat Louise zichzelf met een poppy uptempo liedje zou lanceren. Iets wat Nurding zelf in eerste instantie ook dacht. Haar management besloot echter anders. Het nummer bereikte de 8ste plaats in de Britse hitlijsten.

## Naked
Begin 1996 volgde een tweede single: In Walked Love. Dit nummer had minder succes en kwam niet hoger dan nr. 17 in de hitlijsten van Engeland. In mei van dat jaar volgde de single Naked. Dit sexy-achtige popnummer ging gepaard met een sensuele videoclip waarmee Nurding de critici het nakijken gaf. De single bereikte #5 in de Britse Top 40. Kort na het uitbrengen van de single verscheen het debuutalbum, dat tevens de naam Naked droeg. Het verkocht goed in Engeland en werd met platina onderscheiden. In de rest van Europa deed de plaat echter weinig. De verkoop in Engeland werd goed gestimuleerd door de daaropvolgende singles: Undivided Love (#5) en One Kiss From Heaven (#9).

## Woman In Me
Na het succes van Naked keerde Nurding terug naar de studio voor de voorbereiding van een geheel nieuw album. In november 1997 kwam het nieuwe project onder de titel Woman In Me uit. Werd het eerste album door critici nog koeltjes ontvangen, met het nieuwe album haalde de zangeres goede recensies binnen. Velen zagen Woman In Me als een divers popalbum en het leek alsof Nurding haar eigen stijl had gevonden. Het album behaalde de 5e plaats in Engeland en werd - net als haar eerste album - met platina onderscheiden. De eerste single Arms Around The World kwam binnen op #4 in de Engelse hitlijst en was Nurding's succesvolste single tot dan toe. Nog net voor Kerstmis dat jaar verscheen het disco-achtige Let's Go Round Again, oorspronkelijk een nummer van The Average White Band. Hoewel het slechts de 10e plaats in de Britse hitlijst bereikte, was het nummer met 600.000 exemplaren wel Louise's best verkochte single. 1997 was tevens het jaar waarin de zangeres voor het eerst solo op tournee ging. De Soft and Gentle No Sweat Tour bracht haar langs diverse grote concertzalen in Engeland. In 1998 sierde de zangeres de covers van vele Britse magazines en werd ze door de lezers van het blad FHM verkozen tot The Sexiest Woman In The World. Tevens kwam de single All That Matters uit die de elfde plaats in de Britse hitlijst haalde.

## Elbow Beach
Na het succes van Woman In Me was 1999 een jaar waarin Nurding de meeste tijd buiten de schijnwerpers doorbracht. Op Elbow Beach in Bermuda trouwde ze met voetballer Jamie Redknapp, met wie ze al enkele jaren samen was. Vanaf dat moment droeg ze de naam Redknapp als achternaam. Na haar huwelijksreis ging de zangeres verder met de realisatie van een nieuw album. Hiervoor schreef en produceerde ze het meerendeel van de liedjes zelf, in samenwerking met anderen. Medio 2000 werd de cd uitgebracht onder de titel Elbow Beach, vernoemd naar de locatie waar Louise en Jamie trouwden. Het album was haar meest persoonlijke werk tot dan toe en had een r&b/Funky-achtig geluid. De eerste single 2 Faced behaalde de 3e plaats in Engeland en was daarmee haar grootste hit tot dan toe. Ondanks dit succes kwam het album in de Britse hitlijst niet hoger dan de 12e plaats. Om de cd een betere verkoop te bezorgen werd het nummer Beautiful Inside op single uitgebracht. Deze kwam niet hoger dan #13 waardoor het album snel uit de albumlijst verdween.

## Changing Faces
Na deze periode kwam Redknapp's platencontract voor vijf albums (Always & Forever van Eternal meegeteld) bijna tot een eind. EMI Music (waar Redknapp al vanaf het begin onder contract stond) vroeg zich af of het verstandig was om de zangeres een geheel nieuw album te laten opnemen. De verkoop van Elbow Beach was tegengevallen en men wist niet of ze het met een geheel nieuwe cd zou redden. Het label stelde Redknapp voor de keuze om een verzamelalbum uit te brengen of een nieuw album te gaan maken dat qua geluid en stijl veel weg zou hebben van Woman In Me, wat door haar publiek het meest gewaardeerd werd. Met dat laatste ging Redknapp niet akkoord omdat ze zichzelf op die manier niet goed kon ontwikkelen als artieste. Om die reden verscheen dan ook uiteindelijk een verzamelalbum onder de naam Changing Faces - The Best Of Louise. Voor de cd nam de zangeres drie nieuwe nummers op, waarvan Stuck In The Middle op single werd uitgebracht. Het behaalde de 4e plaats. Het album behaalde de negende plaats in Engeland.
Vanwege het succes rondom Changing Faces besloot Redknapp om voor de tweede keer op tournee in Engeland te gaan. In plaats van grote zalen die ze met haar vorige tour aandeed, wilde de zangeres ditmaal juist optreden in intiemere zalen. De Changing Faces Tour werd als een succes beschouwd. Hierna verliet de zangeres EMI Music en tekende in 2002 een nieuw platencontract bij Positive Records. Later werd duidelijk dat EMI vond dat Redknapp haar kracht als artiest was kwijtgeraakt. In 2003 verscheen er een nieuwe single met een dubbele A-kant: Pandora's Kiss/Don't Give Up. Het klom naar de 5e plaats van de Britse hitlijst. Een gepland nieuw album werd echter niet uitgebracht omdat Redknapp in verwachting raakte van haar eerste kind. Door de geboorte van haar zoon in 2004 kwam haar zangcarrière vervolgens op een laag pitje te staan. Met een aantal presentatie klussen was ze in de jaren erna nog wel op de Britse televisie te zien.

## Comeback
Na jaren van muzikale stilte kondigde Redknapp in 2017 een comeback aan. Er vond in december van dat jaar een intiem optreden in Londen plaats die wegens succes vervolgens werd om gezet in een kleine tour getiteld Intimate & Live. Begin 2018 liet Redknapp weten een nieuwe platendeal te hebben getekend en werkte aan comeback-album. Dat comeback-album werd op 17 januari 2020 uitgebracht onder de titel Heavy Love. In de periode daarvoor maakte de zangeres haar opwachting in de Britse versie van de musical 9 To 5, over het leven van zangeres Dolly Parton. In 2023 vierde Redknapp haar 30-jarig jubileum in de muziek met het album Greatest Hits. In mei 2025 bracht de zangeres haar vijfde studioalbum Confessions uit.  